# DENIC

Logo von 2010 bis 2014

Logo bis 2009

Die DENIC eG (kurz für Deutsches Network Information Center) ist eine eingetragene Genossenschaft mit Sitz in Frankfurt am Main. Ihre Aufgaben sind der Betrieb und die Verwaltung der Top-Level-Domain .de, der ENUM-Domain .9.4.e164.arpa, sowie alle damit einhergehenden Aktivitäten. Außerdem hat sie 2004 in Kooperation mit dem DE-CIX den ersten Root-Nameserver in Deutschland aufgebaut.

## Geschichte
Nach Einführung von .de am 5. November 1986 wurde die Top-Level-Domain ab 1988 zunächst durch Rüdiger Volk und Kollegen an der Informatikrechner-Betriebsgruppe (IRB) der Universität Dortmund verwaltet. Volk führte den Namen „DE-NIC“ ein, und es wurden die Grundlagen für die spätere Genossenschaft gelegt. Der IRB folgte ab 1994 die Universität Karlsruhe, die einen Vertrag mit dem sogenannten Interessenverbund Deutsches Network Information Center (IV-DENIC) unterhielt. Darin waren knapp zwei Dutzend deutsche Internet Service Provider zusammengeschlossen. Im Dezember 1996 wurde eine Genossenschaft gegründet, die dem Betrieb der deutschen Top-Level-Domain einen langfristig zuverlässigen Rechtsrahmen gab. Im Gegensatz zu anderen Organisationen, beispielsweise Verisign für .com und .net, wurde die DENIC von Anfang an als Nonprofit-Organisation konzipiert.
Nach Einrichtung einer Geschäftsstelle in Frankfurt am Main bis Juli 1997 übernahm die DENIC schrittweise alle mit .de in Verbindung stehenden Aufgaben. Dies schließt insbesondere den Umzug der Nameserver von Karlsruhe nach Frankfurt am Main im August 1998 ein. Die offizielle Übernahme der Top-Level-Domain durch die DENIC erfolgte dann zum 1. Januar 1999, im Oktober des Jahres wurde die einmillionste .de-Domain registriert. Binnen zwei Jahren stieg die Anzahl der .de-Domains von einer auf fünf Millionen bei inzwischen mehr als 150 Mitgliedern. Das Wachstum flachte in der Folgezeit ab, pendelte sich aber auf einem relativ stabilen Niveau von durchschnittlich einer Million pro Jahr ein.
2002 begann die DENIC mit Einführung der ENUM-Technik, mit der Telefonnummern auf Domains abgebildet werden können. Im Mai des Jahres begann der Testbetrieb für die Adresszone 9.4.e164.arpa, welche zuvor vom ITU-Büro für technische Standardisierung zugelassen wurde. Aufgrund der rechtlichen Unklarheiten schloss die DENIC im August 2003 einen Vertrag mit der Regulierungsbehörde für Telekommunikation und Post, um der Einführung von ENUM einen korrekten Rahmen zu geben. Die Testphase selbst wurde im Herbst 2005 beendet.
Ebenfalls 2005 unternahm die DENIC einen Schritt in Richtung einer stärkeren Internationalisierung: Die Genossenschaft kündigte an, sich um .net zu bewerben, das bislang durch Verisign verwaltet und erneut ausgeschrieben wurde. Auf der Generalversammlung im November 2005 stimmte eine Mehrheit der Mitglieder für eine Bewerbung um die generische Top-Level-Domain, auch wenn die Geheimhaltung des Prozesses kritisiert wurde. Allerdings konnte sich die DENIC letztendlich nicht durchsetzen: In einer Auswertung der ICANN landete die Genossenschaft nur auf dem vierten von fünf Plätzen. Beispielsweise wurden die vorgesehenen Standorte für die .net-Nameserver negativ beurteilt.
Im April 2007 trat Sabine Dolderer als Vorstand der DENIC überraschend zurück, nachdem sie die Genossenschaft mehrere Jahre geleitet hatte. Als Grund wurden damals Differenzen über die weitere Ausrichtung der DENIC genannt. Infolgedessen legten auch zwei Mitglieder des Aufsichtsrats ihr Mandat nieder, woraufhin Dolderer schon im September desselben Jahres ihren ursprünglichen Posten wieder innehatte. Am 23. September 2013 gab Dolderer ihren endgültigen Rückzug aus der Chefetage der DENIC bekannt.
Bedeutend für die Geschichte der DENIC war auch ein Urteil vom April 2008: Das Oberlandesgericht Frankfurt am Main entschied, die Genossenschaft müsse Volkswagen die Registrierung der Domain vw.de gestatten, auch wenn die Richtlinien der DENIC eigentlich mindestens drei Zeichen voraussetzten. Nachdem eine Wiederauflage des Verfahrens vor dem Bundesgerichtshof abgelehnt worden war, sah sich die DENIC gezwungen, die Vergabe von zweistelligen Domains für jedermann zu öffnen. Dies geschah mit Wirkung zum 23. Oktober 2009, auch reine Zifferndomains wurden erstmals zugelassen.
Der BGH entschied in zwei Rechtsstreitigkeiten, an denen die DENIC beteiligt war, grundlegende Fragen zur Pfändung einer Internet-Domain. 2005 entschied er, dass eine Domain pfändbar ist, 2018 entschied er, wie diese Pfändung abläuft.

## Standorte
2007 wurden der Bürobetrieb und das Rechenzentrum der DENIC räumlich getrennt. Letzteres wurde im September 2007 an einem neuen Standort eröffnet, der über eine direkte Anbindung an den Knotenpunkt DE-CIX verfügt. Zu diesem Zeitpunkt waren elf Millionen .de-Domains registriert, die ohne Störung in das neue Rechenzentrum übertragen werden konnten. Um einen ausfallsicheren Betrieb zu gewährleisten, wurde bis 2008 außerdem ein Mirror in Amsterdam aufgebaut, der bei Problemen als Ersatz für das deutsche Rechenzentrum dienen kann. Amsterdam wurde nach eigenen Aussagen als Standort gewählt, da es ausreichend weit entfernt ist, um Katastrophen in Frankfurt am Main zu überstehen, aber dennoch nah genug für eine problemlose Erreichbarkeit durch Techniker der DENIC.
Die DENIC selbst unterhält weltweit 20 Nameserver an 18 Standorten: Amsterdam (2), Berlin, Frankfurt am Main (2), Hamburg, Hongkong, Johannesburg, London, Los Angeles, Miami, Moskau, München, Paris, Peking, São Paulo, Seoul, Sydney, Stockholm und Wien.

## Mitglieder
| Jahr (Daten per 31.12.) | Registrierte Domains | Mitglieder | Mitarbeiter |
| ----------------------- | -------------------- | ---------- | ----------- |
| 1997                    | 105.344              | 43         | 2           |
| 1998                    | 288.191              | 65         | 8           |
| 1999                    | 1.384.361            | 92         | 26          |
| 2000                    | 3.738.732            | 129        | 43          |
| 2001                    | 5.147.297            | 158        | 61          |
| 2002                    | 6.003.101            | 186        | 71          |
| 2003                    | 6.950.166            | 200        | 76          |
| 2004                    | 8.266.466            | 217        | 84          |
| 2005                    | 9.378.395            | 233        | 92          |
| 2006                    | 10.422.702           | 240        | 107         |
| 2007                    | 11.673.389           | 255        | 113         |
| 2008                    | 12.447.938           | 263        | 113         |
| 2009                    | 13.313.425           | 266        | 119         |
| 2010                    | 14.038.066           | 275        | 119         |
| 2011                    | 14.740.277           | 280        | 120         |
| 2012                    | 15.283.687           | 290        | 116         |
| 2013                    | 15.592.379           | 291        | 114         |
| 2014                    | 15.811.430           | 311        | 110         |
| 2015                    | 16.009.814           | 318        | 112         |
| 2016                    | 16.114.504           | 305        | 108         |
| 2017                    | 16.314.502           | 295        | 111         |
| 2018                    | 16.204.745           | 293        | 109         |
| 2019                    | 16.324.855           | 287        | 106         |
| 2020                    | 16.700.855           | 285        | 104         |
| 2021                    | 17.160.504           | 286        | 105         |
| 2022                    | 17.420.367           | 286        | 105         |

Theoretisch kann jedes Unternehmen Mitglied der DENIC werden, das .de-Domains registrieren oder damit zusammenhängende Dienstleistungen erbringen möchte. Voraussetzung für eine Aufnahme in die Genossenschaft ist lediglich, dass ein Interessent mit maximal zwei anderen Mitgliedern wirtschaftlich verbunden ist und über die finanzielle Stabilität keine Zweifel bestehen.
Die DENIC umfasst knapp 300 Mitglieder. Unter diesen befinden sich praktisch alle bedeutenden nationalen und internationalen Internet Service Provider, beispielsweise die Deutsche Telekom, United Internet, Vodafone Deutschland oder auch Verizon Deutschland. (Gesamtliste DENIC-Mitglieder)

## Kritik
Bei der Bewerbung um die Verwaltung der Top-Level-Domain .net im Jahr 2004, die von 90 Prozent der DENIC-Mitglieder befürwortet wurde, gab es Kritik an der Geheimhaltung der Details der Bewerbung. Als Grund wurde unter anderem genannt, dass der Konkurrent Verisign – selbst Mitglied der DENIC – dadurch möglicherweise einen Vorteil hätte erlangen können. Erst auf massiven Druck hin gab die DENIC im Februar 2005 weitere Details bekannt.
Nach Freigabe ein- und zweistelliger Adressen sowie reiner Zifferndomains wurde kritisiert, die DENIC habe die Vergabe nicht fair durchgeführt. Zwar hatte man eine Beschränkung von maximal vier Bestellungen pro Minute für jedes Mitglied eingeführt, die jedoch durch eine Kooperation mehrerer Registrare und technische Probleme ausgehebelt werden konnte, ohne dass die DENIC eingeschritten war. Im November 2009 gelangte eine interne Mitteilung an WikiLeaks, in der Hintergrundwissen über das Verfahren öffentlich wurden, woraufhin die DENIC ihr Vorgehen erneut rechtfertigte. Einige Probleme, beispielsweise mit dem Mail-Server Exim, wurden aber eingestanden.
Im Jahr 2010 geriet die DENIC in die Kritik, nachdem mehrere Millionen .de-Domains nicht erreichbar waren. Grund war eine technische Panne im Betrieb der Nameserver, sodass diese eine nicht vollständige Zonendatei erhalten hatten. Für einen großen Teil aller .de-Domains wurde beim Aufruf zurückgemeldet, die entsprechende Adresse sei überhaupt nicht registriert. Die DENIC konnte den Fehler erst nach zwei Stunden korrigieren, die zögerliche Kommunikation des Ausfalls wurde angemahnt.
Um dem Prinzip der Datensparsamkeit zu folgen, führte die DENIC zum 25. Mai 2018, zeitgleich mit dem Inkrafttreten der DSGVO, ein neues Whois-Konzept ein. Seitdem werden weniger Daten erfasst. Name und Anschrift des Domaininhabers sind der DENIC weiterhin bekannt, jedoch nicht mehr öffentlich abrufbar. Auskünfte hierzu werden nur noch unter bestimmten Umständen und nicht mehr automatisch erteilt.